# Pruída (Castropol)
Pruída (oficialmente y en asturiano: A Purida) es una casería de la parroquia de Castropol, concejo de Castropol, en la comarca del Eo-Navia, Principado de Asturias, España.